# Quinchamalium
- Commons
- Wikispecies

Quinchamalium é um género botânico pertencente à família Santalaceae.